# Barna da Siena
Barna di Bertino ou Barna da Siena é o suposto autor de um ciclo de afrescos com cenas bíblicas que decoram a colegiada de San Gimignano, na cidade homônima da Toscana, e de outras obras a ele atribuídas com base nestes afrescos. Segundo a historiografia tradicional, Barna foi ativo em Siena entre 1320 e 1350. Entretanto, nada se sabe de concreto sobre sua vida e, mesmo sendo mencionado como um dos grandes mestres sieneses da primeira metade do século XIV, sua própria existência já foi questionada.

## Biografia

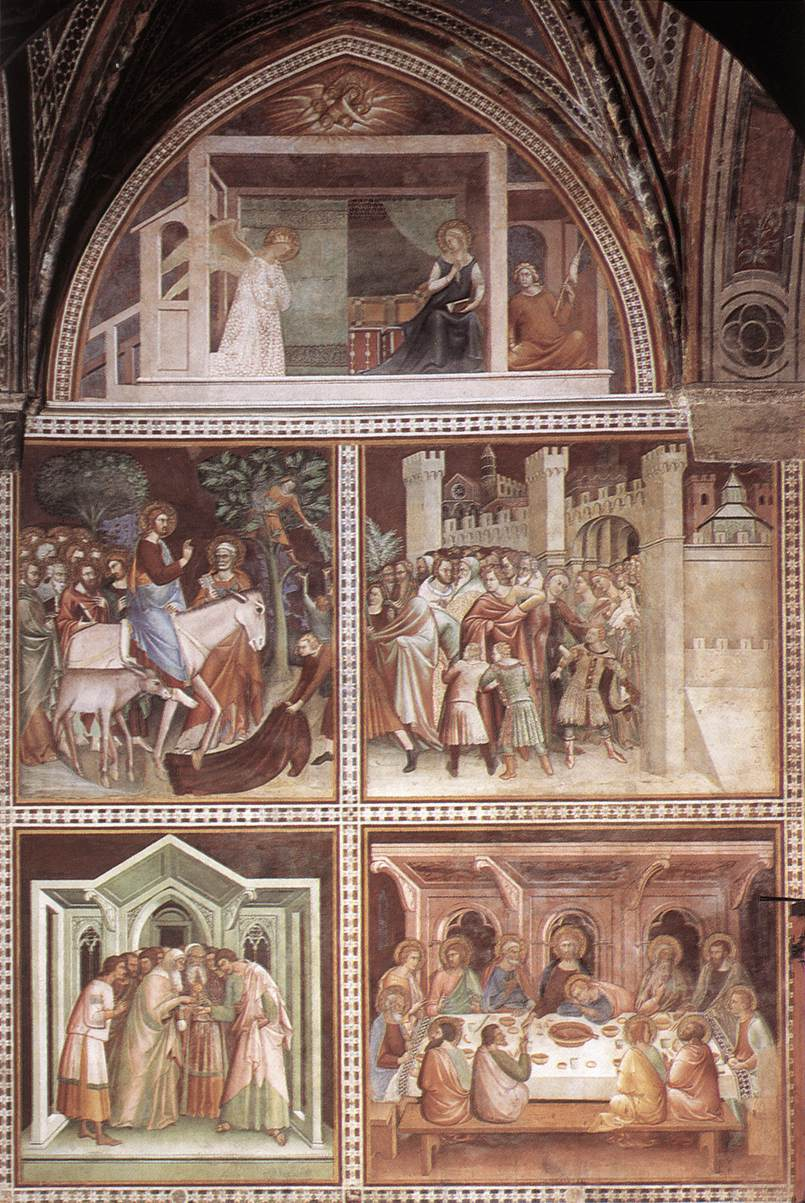
Afrescos com cenas do Novo Testamento na colegiada de San Gimignano (c. 1340), atribuídos a Barna da Siena.

As primeiras referências a Barna da Siena foram escritas por Lorenzo Ghiberti (1378-1455). Na obra I commentari, Ghiberti relata a existência de um pintor chamado Barna que teria executado diversas obras na região da Toscana, incluindo os afrescos com cenas do Velho Testamento para a colegiada de San Gimignano. Mais de um século depois, Giorgio Vasari registra o pintor em sua primeira edição de Le vite (1550), listando entre suas obras os referidos afrescos de San Gimignano. Entretanto, na segunda edição de Le vite Vasari omite as cenas do Velho Testamento, identificando Barna como o autor de um ciclo de afrescos do Novo Testamento, também em San Gimignano. O biógrafo data este ciclo por volta de 1381, associando-os ao fim da vida de Barna.
Segundo os relatos de Ghiberti e Vasari, Barna da Siena teria sido um discípulo de Simone Martini, emulando deste o preciosismo do desenho e a graciosidade "arabesca" conferida às linhas compositivas, mas caracterizando-se por uma abordagem mais objetiva da iconografia e por um maior vigor no tratamento das figuras, a ponto de afastar-se de certos ditames plenamente estabelecidos pela escola sienesa. Vasari afirma que os mencionados afrescos do Novo Testamento foram suas últimas realizações e que o pintor teria falecido durante sua execução, ao cair de um andaime.
Com base sobretudo nos relatos da segunda edição de Le vite, o ciclo de afrescos de San Gimignano passou a ser atribuído a Barna na condição de obra de autografia segura. Historiadores utilizaram-no então como referência formal e estilística para a atribuição de outras obras a Barna. Foram creditados a este artista diversos trabalhos, como o Cristo carregando a Cruz (Coleção Frick, Nova Iorque), a decoração do tabernáculo de Arnolfo di Cambio  na Basílica de São João de Latrão, em Roma, o Matrimônio místico de Santa Catarina (Museu de Belas Artes, Boston), entre muitos outros.
Estudos recentes, entretanto, têm questionado a personalidade de Barna da Siena, com base na absoluta ausência de provas documentais, nos relatos contrastantes de seus poucos biógrafos e em incoerências estilísticas do grupo de obras que lhe são atribuídas. À luz destes estudos, os afrescos de San Gimignano teriam sido executados por pintores do círculo de Simone Martini, talvez sob a supervisão de Lippo Memmi. As demais obras atribuídas a Barna, por sua vez, seriam devidas a diferentes autores anônimos ativos na região da Toscana em meados do século XIV.